# Otto Julius Zobel
Otto Julius Zobel (Ripon, 20 ottobre 1887 – Morristown, gennaio 1970) è stato un ingegnere elettrotecnico e inventore statunitense che lavorò presso la American Telephone & Telegraph Company nei primi decenni del XX secolo. 
Zobel fece un lavoro innovativo nel progettare filtri e assieme all'opera di John R. Carson, diede un impulso commerciale significativo alla AT&T nel campo della frequency division multiplex (FDM) nella telefonia. Il lavoro di Zobel è ancora valido nella progettazione dei filtri, alla base della teoria dei filtri. Zobel inventò il m-derived filter e la rete di Zobel. Zobel e Carson aiutarono a comprendere il rumore elettrico nei circuiti, dichiarando che è impossibile eliminarlo completamente. Anticiparono il lavoro di Claude Shannon, sulla teoria della trasmissione dei segnali.

## Biografia
Otto Julius Zobel nacque il 20 ottobre 1887 a Ripon nel Wisconsin. Studiò al Ripon College (Wisconsin), dove ricevette il BA nel 1909 con la tesi Theoretical and experimental treatment of electrical condensers. Ricevette anche un Distinguished Alumnus Award dal Ripon. Frequentò la University of Wisconsin e si laureò con una MA in fisica nel 1910. Zobel si stabilì alla University of Wisconsin come fisico istruttore dal 1910 al 1915, e si laureò PhD nel 1914 con una dissertazione concernente la "Thermal Conduction and Radiation". Scrisse come coautore un testo nel 193 sulla geofisica e termodinamica. Dal 1915 al 1916 insegnò fisica alla University of Minnesota. Si spostò a Maplewood, e entrò alla AT&T nel 1916, dove lavorò sulle tecniche di trasmissione di segnale. Nel 1926, sempre per la società, si spostò a New York e nel 1934, si trasferì al Bell Telephone Laboratories (Bell Labs), ente di ricerca della AT&T e Western Electric. Si ritirò dalla Bell Telephone nel 1952.
L'ultimo dei suoi brevetti fu per il Bell Labs negli anni' 50, quando fu residente a Morristown in New Jersey. Morì per un attacco cardiaco nel gennaio del 1970.

## Conduzione termica

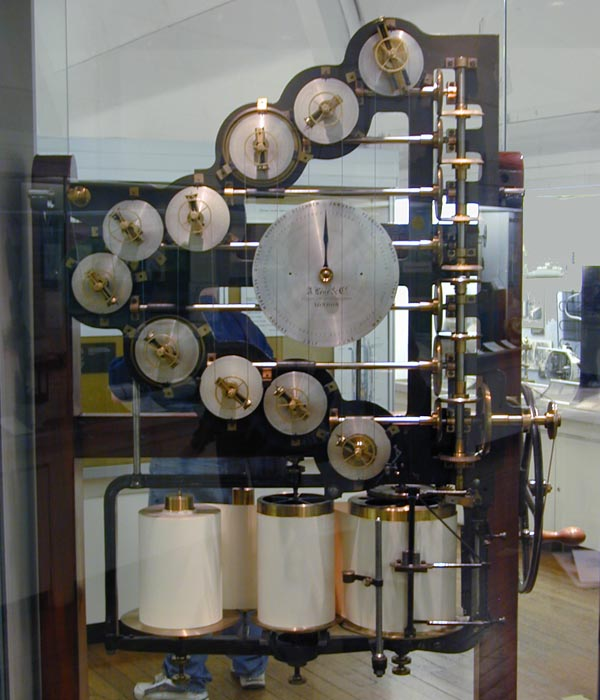
Un analizzatore armonico, di Lord Kelvin, per predirre le maree. Ingersoll e Zobel trovarono questo strumento limitato per via del numero limitato di frequenze misurate.

Il lavoro dei primi anni di ricercatore di Zobel sulla conduzione termica ha delle connessioni interessanti con le teorie elettriche. Lord Kelvin nei suoi lavori sulla linea di trasmissione derivò le proprietà di una linea elettrica in analogia alla trasmissione del calore. La base è la legge di Fourier e la equazione del calore.  Ingersoll e Zobel descrissero il lavoro di Kelvin e Fourier nel loro libro e l'approccio di Kelvin nella rappresentazione della costante di propagazione fu familiare a Zobel. Non suscita stupore quindi trovare nei lavori di Zobel sui filtri una rappresentazione similare delle funzioni di trasmissione.
Soluzioni alla equazione di Fourier possono essere trovate nella serie di Fourier. Ingersoll e Zobel capirono che in molti casi il calcolo dava "well-nigh impossible" analiticamente. Con i sistemi di calcolo moderni è facile la soluzione, ma Ingersoll e Zobel raccomandarono l'uso di analizzatori armonici, che erano la controparte meccanica dell'attuale analizzatore di spettro. Queste macchine sommano oscillazioni meccaniche a varie frequenze, fasi e ampiezze combinate da pulegge o molle; una per ogni oscillatore. Il processo inverso è possibile, muovendo la macchina e misurando le componenti di Fourier all'uscita.

## Uso del lavoro nella programmazione genetica
L'opera di Zobel ha trovato recentemente applicazione nella programmazione genetica. Lo scopo è la dimostrazione che i risultati ottenuti dalla programmazione genetica sono comparabili con il raggiungimento degli obiettivi umani. Due delle misure usate per determinare il risultato di una programmazione genetica sono:
- Il risultato è un brevetto d'invenzione.
- Il risultato è uguale o migliore del risultato che fu considerato un raggiungimento nel suo campo all'epoca della scoperta.

Un problema impostato per un programma genetico fu la progettazione di un filtro crossover per altoparlanti woofer e tweeter. L'uscita fu identica topologicamente ad un progetto in un brevetto di Zobel per un filtro di separazione di frequenze  in un sistema multiplexed a linea di trasmissione. Questo fu giudicato umanamente comparabile, non solo perché brevettato, ma anche perché le sezioni passa-alto e passa-basso furono "decomposte" come nel progetto Zobel, ma non specificatamente richieste così nei parametri del programma. Comunque sia, che il filtro di Zobel sia adatto per un sistema ad alta fedeltà è un'altra questione. Il progetto non crea un cross over, c'è un gap tra le due bande dove il segnale non è trasmesso all'uscita. Essenziale per il multiplexing, ma non desiderabile per la riproduzione acustica.
Un altro genetic programming experiment produce un filtro che consiste in una catena a sezioni costanti k terminate in una semisezione tipo m. Questo fu determinato come progettato e brevettato da Zobel.